# Copa del Generalísimo de hockey sobre patines 1945
La Copa del Generalísimo de hockey sobre patines de 1945 fue la segunda edición de la Copa del Generalísimo de este deporte. A diferencia de la I edición no tuvo una sede única, aunque las semifinales y la final se jugaron en Reus. Se disputó desde el 11 de marzo al 1 de abril de 1945 y el campeón fue el Unión Barcelona. El Cerdanyola se llevó el Torneo de Consolación.

El Atlético Aviación sustituyó al Deportivo en la semifinal, a pesar de que el Deportivo ganó su eliminatoria de cuartos de final.

## Equipos participantes
Los 8 equipos que disputaron esta edición fueron:
- Aragón: Delicias.
- Baleares: Luna Parque.
- Castilla: At. Aviación.
- Cataluña: Cerdanyola, Girona y Unión.
- Galicia: Deportivo.
- Valencia: SEU Valencia

## Cuartos de final
| Fecha            | Equipo 1     | Equipo 2     | Ida  | Vuelta | Global |
| ---------------- | ------------ | ------------ | ---- | ------ | ------ |
| 11 y 18 de marzo | Cerdanyola   | SEU Valencia | 15-5 | 7-3    | 22-8   |
| 11 y 18 de marzo | Luna Parque  | Girona       | 3-7  | 2-10   | 5-17   |
| 11 y 18 de marzo | Delicias     | Unión        | 4-8  | 4-12   | 8-20   |
| 11 y 18 de marzo | At. Aviación | Deportivo    | 4-5  | 3-7    | 7-12   |

## Semifinales
| Fecha       | Ganador | Perdedor     | Resultado |
| ----------- | ------- | ------------ | --------- |
| 30 de marzo | Unión   | Cerdanyola   | 5-4       |
| 30 de marzo | Girona  | At. Aviación | 16-1      |

## Final
| Fecha       | Campeón | Subcampeón | Resultado |
| ----------- | ------- | ---------- | --------- |
| 11 de junio | Unión   | Girona     | 2-1       |

Campeón: UNIÓN BARCELONA